# Jonathan Flynn
Jonathan Flynn (Belfast, 1989. november 18. –) észak-írországi labdarúgó, aki a Blackburn Rovers által kölcsönadott védőként játszik az Accrington Stanley csapatában. Első szereplése a Stanley csapatában 2009. december 5-én történt, a Torquay United ellen, amelyen a Stanley 4–2 eredménnyel győzött.
Flynn tagja volt Észak-Írország U19-es és U20-as válogatottjában, majd beválogatták az U21-es csapatba.